# Tipula (Microtipula) ferocia
Tipula (Microtipula) ferocia is een tweevleugelige uit de familie langpootmuggen (Tipulidae). De soort komt voor in het Neotropisch gebied.